# Capuai csata
A capuai csata az első nápolyi hadjárat végső csatája volt, melyet 1348. január 11 és 15. között vívtak I. Lajos magyar király csapatai és a Nápolyi Királyság hadserege.

## A csata
A nápolyi csapatok Johanna királynő második férje, Tarantói Lajos vezetésével Capua megerősített városában tartózkodtak. Lajos király csapatainak többsége olasz és német zsoldos és angol hosszúíjas volt, akiket megbízhatatlannak tartottak; hűségesebb magyar lovagjai alkalmatlanok voltak várak ostromára, ugyanis ők nem az ostromokban voltak erősek, annál is inkább a csatákban. Ennek okán Lajos király  elkerülte Capuát, és Benevento felé vette az irányt  csapataival. Ennek a manővernek a fedezésére  megparancsolta Niccolò Gaetanónak, Fondi grófjának, hogy támadja meg a Volturno folyó hídfőjét magyar és német lovassággal és a lombard gyalogsággal.
Gaetano gróf nem frontális támadást indított a hídfő ellen: haderejének egy részét a Volturno folyó mentén, Orticella felé küldte, ahol átkeltek a folyón, és meglepetésszerű támadást indítottak a nápolyi hadsereg jobb szárnya és háta ellen. A támadó csapatok főleg lovasságból és néhány gyalogságból álltak.
Délután 3 óra körül a magyar könnyűlovasság megunta a kezdeti összetűzéseket, és pusztító nyílvesszőzáport eresztett a nápolyi lovasságra; az utóbbiak többsége elvesztette lovát, és gyalog kellett harcolnia. 
A nápolyi sereg kisebb része Teano felé menekült, őket Gaetano lovassága követte. Legtöbbjüket megölték vagy elfogták. A nápolyi hadsereg nagyobb része rossz körülmények között vonult vissza Nápolyba Tarantói Lajos vezetésével.
Az összeomlás után a nápolyi zsoldosok menekülni kezdtek Capuából, kapitulációra kényszerítve Capua parancsnokát. Néhány nappal később Johanna királynő Provence-ba hajózott férjével; a Nápolyi Királyság Nagy Lajos király kezére került.

## Nagy Lajos hadserege
Lajos hadseregében német zsoldos gyalogosok, magyar nehézlovagok és könnyűlovasok, valamint figyelemre méltó angol hosszúíjasok voltak.

## Fordítás
Ez a szócikk részben vagy egészben  a   Battle of Capua (1348) című angol Wikipédia-szócikk ezen változatának fordításán alapul.  Az eredeti cikk szerkesztőit annak laptörténete sorolja fel. Ez a jelzés csupán a megfogalmazás eredetét és a szerzői jogokat jelzi, nem szolgál a cikkben szereplő információk forrásmegjelöléseként.